# Scott 2
| Recensione | Giudizio |
| ---------- | -------- |
| AllMusic   | [ 2 ]    |
| Pitchfork  | 9.1/10   |

Scott 2 è il secondo album in studio del cantautore statunitense Scott Walker, pubblicato originariamente dalla Philips Records nel 1968. Come il suo predecessore, è stato acclamato da pubblico e critica. «Un disco di roba vera e dall'immaginario disturbante» disse Neil Hannon, frontman dei The Divine Comedy.

## L'album
Scott 2 segue la stessa formula del debutto Scott, in quanto composto da cover di brani contemporanei (Black Sheep Boy, The Windows of the World), interpretazioni dal canzoniere di Jacques Brel (Jackie, Next, The Girls and the Dogs) e di temi cinematografici (Wait Until Dark, Come Next Spring) e da composizioni originali (The Amorous Humphrey Plugg, The Girls from the Streets, Plastic Palace People, The Bridge). La produzione in questo caso reputò un rischio inserire i tre pezzi di Brel, in quanto tutti ruotanti attorno a tematiche tabù quali le tribolazioni sessuali e lo stile di vita decadente.
Secondo le note di copertina di Jonathan King, non molto tempo dopo che l'album era stato completato, Walker lo descrisse come il «lavoro di un uomo pigro e auto-indulgente», aggiungendo poi: «Ora le assurdità devono fermarsi e gli affari seri devono iniziare». King scrisse inoltre: «Non ho dubbi che tra molti anni, in una cena spaziale di vitamine, [...] dirà: 'Beh, gli ultimi cinquant'anni sono stati molto divertenti, ma ora dobbiamo metterci giù a fare qualcosa di utile. E lo intende sul serio.»

## Distribuzione ed accoglienza
Scott 2, pubblicato nel maggio 1968, occupò la cima della Official Albums Chart per una settimana, rimanendo in classifica totalmente per diciotto settimane. Venne preceduto dal singolo Jackie, pubblicato nel tardo 1967 e che venne accolto in maniera controversa per via del testo ricco di riferimenti ad autentici «omosessuali e a false vergini» e anche all'uso di droghe. Venne infatti bandito dalla BBC e non venne suonata dalla BBC TV o dai canali della radio mainstream. Però alla fine riuscì comunque ad arrivare al ventiduesimo posto della Official Singles Chart

## Lista delle tracce
1. Jackie – 3:23 (Jacques Brel, Gérard Jouannest e Mort Shuman)
2. Best of Both Worlds – 3:14 (Mark London e Don Black)
3. Black Sheep Boy – 2:39 (Tim Hardin)
4. The Amorous Humphrey Plugg – 4:31 (Noel Scott Engel)
5. Next – 2:50 (Jacques Brel e Mort Shuman)
6. The Girls from the Streets – 4:11 (Noel Scott Engel)

1. Plastic Palace People – 6:06 (Noel Scott Engel)
2. Wait Until Dark – 2:59 (Henry Mancini, Jay Livingston e Ray Evans)
3. The Girls and the Dogs – 3:10 (Jacques Brel, Gérard Jouannest e Mort Shuman)
4. Windows of the World – 4:25 (Hal David e Burt Bacharach)
5. The Bridge – 2:50 (Noel Scott Engel)
6. Come Next Spring – 3:24 (Lenny Adelson)

## Posizione in classifica
| Classifica            | Anno | Posizione |
| --------------------- | ---- | --------- |
| Official Albums Chart | 1968 | 1         |

## Formazione
- Wally Stott - arrangiatore e conduttore (1, 2, 12)
- Reg Guest - arrangiatore e conduttore (3, 4, 9)
- Peter Knight - arrangiatore e conduttore (6, 4)
- Peter Olliff - ingegnere del suono

## Pubblicazioni
| Paese                 | Data             | Etichetta         | Formato | Catalogo   |
| --------------------- | ---------------- | ----------------- | ------- | ---------- |
| Germania              | 1968             | Philips           | LP      | 844 210 BY |
| Regno Unito           | marzo 1968       | Philips           | LP      | 7840       |
| Stati Uniti d'America | luglio 1968      | Smash             | LP      | 7106       |
| UK                    | 27 aprile 1992   | Fontana           | CD      | 510 880-2  |
| UK                    | 5 giugno 2000    | Fontana           | HDCD    | 510 880-2  |
| US                    | 15 febbraio 2008 | 4 Men With Beards | LP      | 4M150      |